# Austrostelis amapaensis
Austrostelis amapaensis är en biart som beskrevs av Urban 2006. Austrostelis amapaensis ingår i släktet Austrostelis och familjen buksamlarbin. Inga underarter finns listade i Catalogue of Life.